# Толмачёв, Владимир Николаевич
Влади́мир Никола́евич Толмачёв (1887, Кострома —  20 сентября 1937, Москва) — советский партийный и государственный деятель. Расстрелян 20 сентября 1937 года.  Реабилитирован в 1962 году.

## Биография
Родился 19 октября 1887 года в Костроме в семье учителя.
В 1904 году, будучи учащимся гимназии, вступил в РСДРП. большевик, с 1905 года — член Костромского комитета РСДРП.

В 1906 году за революционную деятельность был арестован и на 5 лет выслан под надзор полиции в Яренский уезд Вологодской губернии.

После отбытия срока жил и на Черноморском побережье Кавказа. В 1911 году был призван в армию и два года проходил военную службу.

В 1914 году, с началом Первой мировой войны, вновь был призван в армию, проходил службу в Новороссийске.

В марте 1917 года организовал и возглавил Совет солдатских депутатов Новороссийского гарнизона.

После Октябрьской революции в ноябре 1917 года был назначен заведующим военным отделом, а затем — военным комиссаром Новороссийска.

В июне 1918 года участвовал в затоплении кораблей Черноморского флота, отказавшихся сдаться немцам по условиям Брестского мира.

С 1919 года — заместитель начальника Политического отдела 14-й армии.

С 28 июня 1920 года — член реввоенсовета Крыма.

В 1921—1922 годах — ответственный секретарь Кубано-Черноморского областного комитета партии.

В 1922—1924 годах — председатель Исполнительного комитета Кубано-Черноморского областного Совета.

С июля 1924 года — заместитель председателя Исполнительного комитета Северо-Кавказского краевого Совета.

Со 2 января 1928 года по 10 февраля 1931 года — Народный комиссар внутренних дел РСФСР.

С января 1931 года стал начальником Главного дорожно-транспортного управления при Совете народных комиссаров РСФСР. Являлся членом Экономического совета РСФСР.
25 ноября 1932 года В. Н. Толмачёв вместе с Н. Б. Эйсмонтом был обвинён в участии в право-оппортунистской антипартийной контрреволюционной группировке, исключён из ВКП(б) и арестован. 16 января 1933 года Особым совещанием при ОГПУ СССР был приговорён по ст. 58-10 УК РСФСР к 3 годам исправительно-трудовых лагерей.
После отбытия наказания в 1935 году вернулся в Кострому, где был назначен заведующим береговыми разработками топливной конторы.
30 марта 1937 года был арестован по подозрению в участии в контрреволюционной террористической организации. Приговором Военной коллегии Верховного Суда СССР от 20 сентября 1937 года осуждён к смертной казни и в тот же день расстрелян.
Определением Военной коллегии Верховного Суда СССР от 23 августа 1962 года посмертно реабилитирован и восстановлен в партии.